# كهف سليم
كهف سليم (بالمجرية: Szelim-barlang or Szelim-lyuk)‏ يقع في شمال غرب المجر على الحافة الغربية لجبال جيريكس، 289 م (948 قدم) فوق وادي التال إير بالقرب من مدينة تاتابانيا. يبلغ طول الكهف الداخلي 45 م (148 قدم) وارتفاعه 14 م (46 قدم). تم التردد على الموقع واستخدامه كمأوى من قبل القرويين المحليين على مر القرون، ويمكن الوصول إليه بسهولة كما يتميز مدخله المستطيل الضخم بنصب تذكاري لتورول.

## معرض الصور

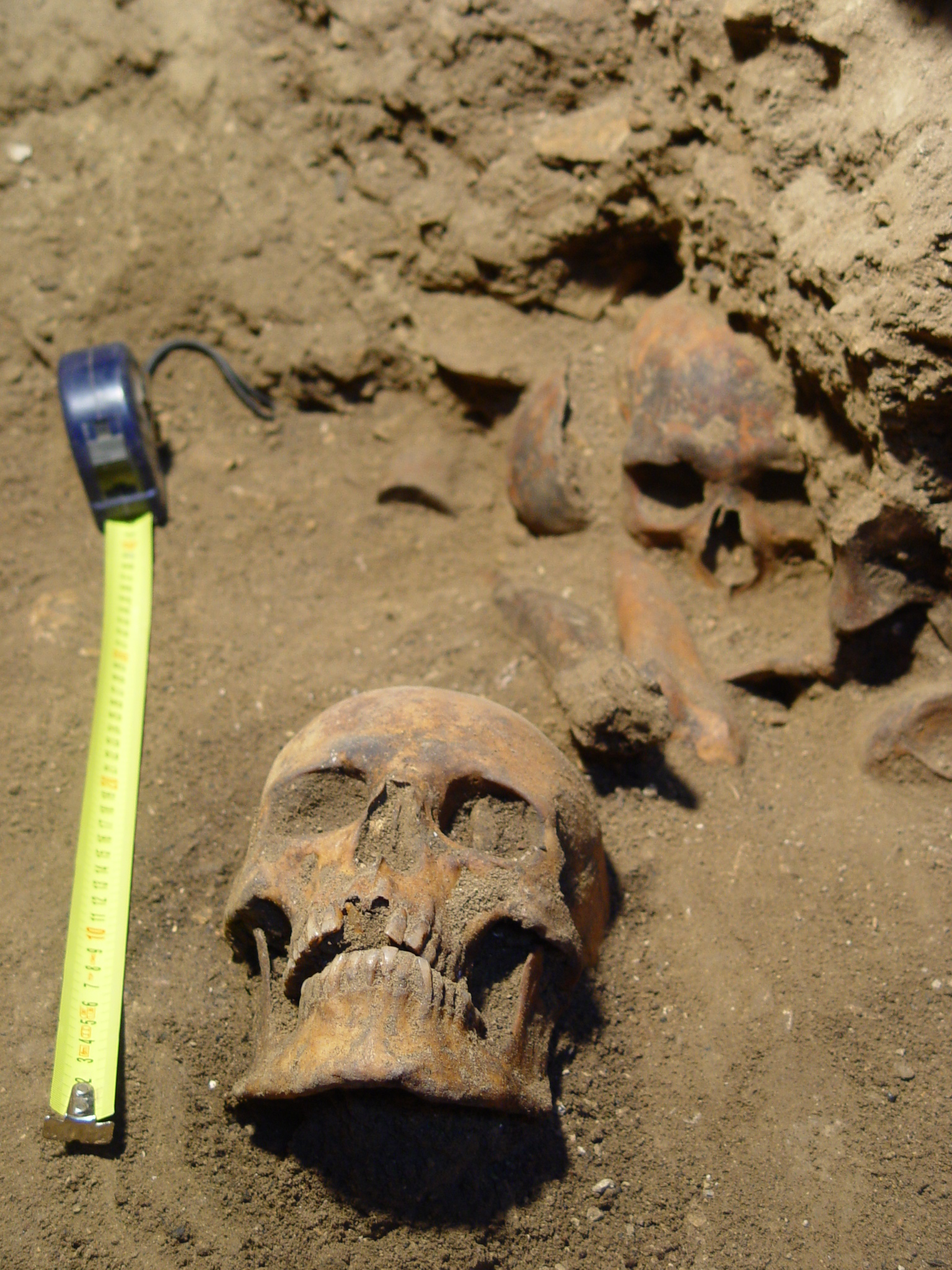
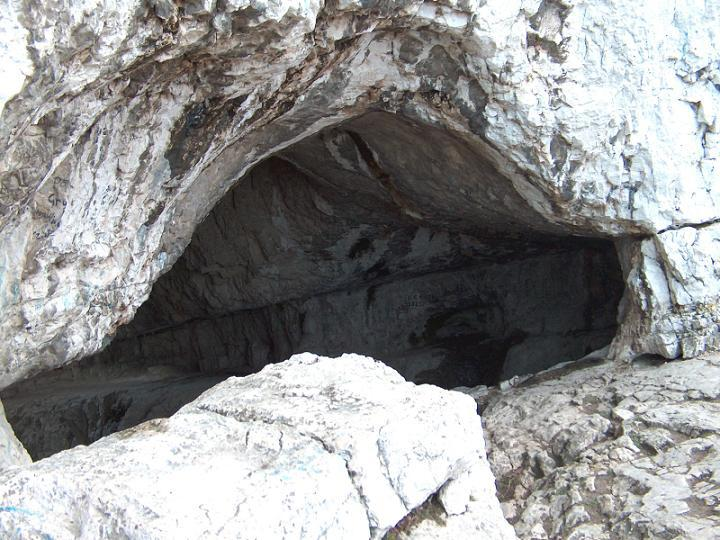
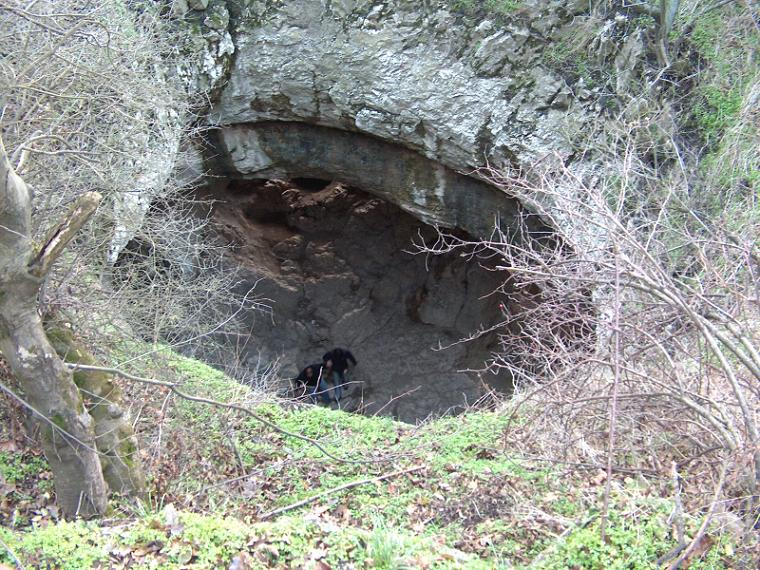
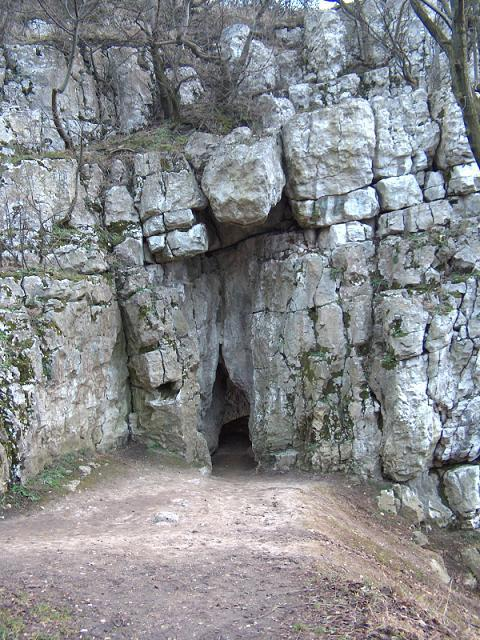
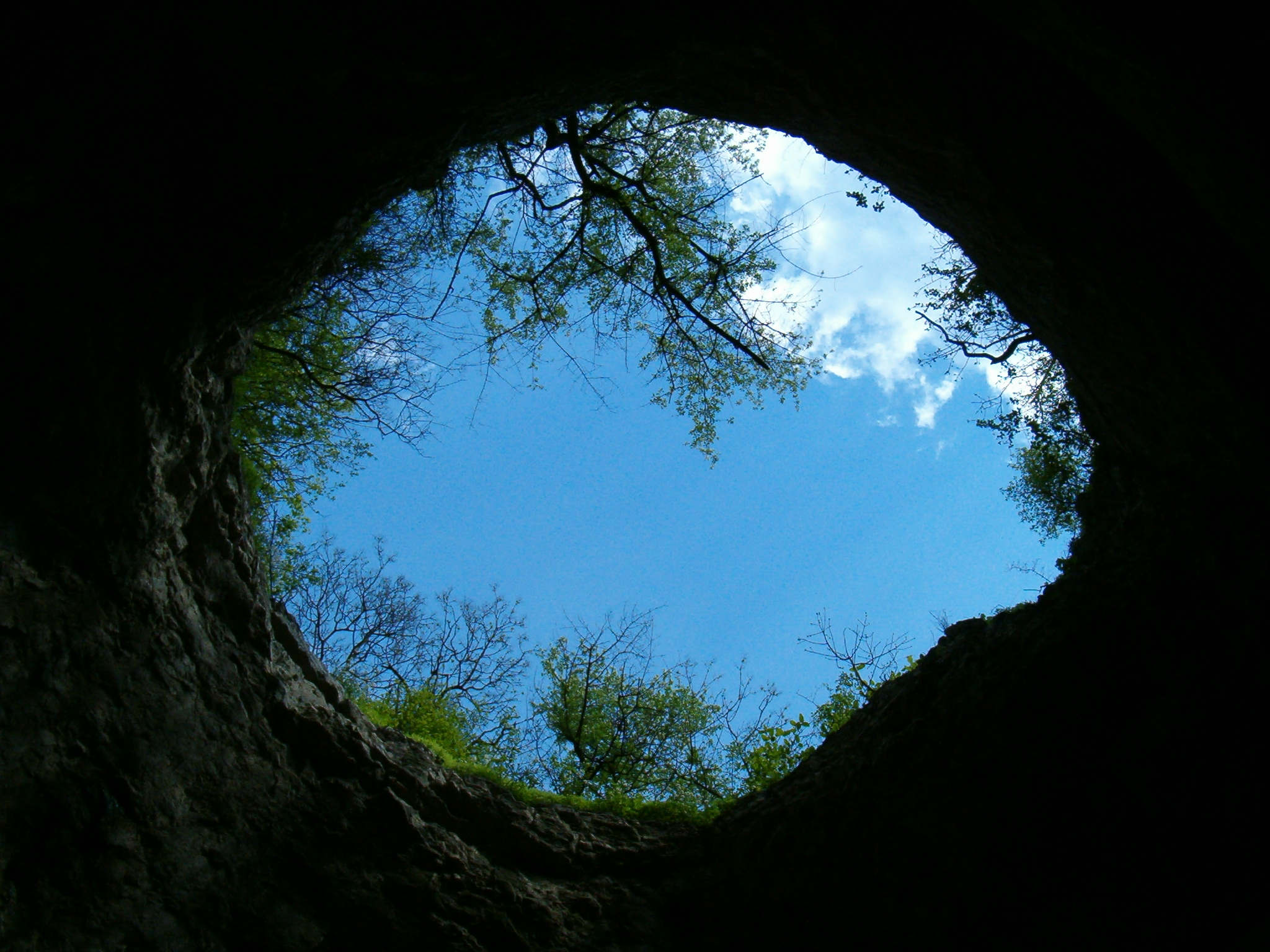

## وصلات خارجية
- صور كهف سليم